# Eupithecia producta
Eupithecia producta là một loài bướm đêm trong họ Geometridae.